# Яворівська сільська рада (Новоград-Волинська міська рада)
Яворівська сільська рада (до 1946 року — Дзекунська сільська рада) — колишня адміністративно-територіальна одиниця та орган місцевого самоврядування у Новоград-Волинському, Мархлевському (Довбишському) районах і Новоград-Волинській міській раді Волинської округи, Київської та Житомирської областей Української РСР з адміністративним центром у селі Яворівка.

## Населені пункти
Сільській раді на час ліквідації були підпорядковані населені пункти:
- с. Яворівка.

## Населення
У 1926 році чисельність населення сільської ради становила 901 особу, з них 769 (85,3 %) — особи польської національності. Кількість селянських господарств — 195.
Кількість населення ради станом на 1931 рік становила 986 осіб.

## Історія та адміністративний устрій
Створена 22 травня 1925 року як Дзекунська польська національна сільська рада, в с. Дзекунка Слободо-Чернецької сільської ради Новоград-Волинського району Житомирської округи. 1 вересня 1925 року передана до складу новоутвореного Довбишського (згодом — Мархлевський) району Житомирської (згодом — Волинська) округи. 17 жовтня 1935 року включена до складу Новоград-Волинської міської ради Київської області.
7 червня 1946 року, відповідно до указу Президії Верховної ради Української РСР «Про збереження історичних найменувань та уточнення і впорядкування існуючих назв сільрад і населених пунктів Житомирської області», сільську раду перейменовано на Яворівську через перейменування її адміністративного центру на с. Яворівка.
Станом на 1 вересня 1946 року сільська рада входила до складу Новоград-Волинської міської ради Житомирської області, на обліку в раді перебувало с. Яворівка.
Ліквідована 11 серпня 1954 року, відповідно до указу Президії Верховної ради Української РСР «Про укрупнення сільських рад по Житомирській області», територію ради та с. Яворівка приєднано до складу Слободо-Чернецької сільської ради Новоград-Волинської міської ради Житомирської області.